# Slag bij Fulford

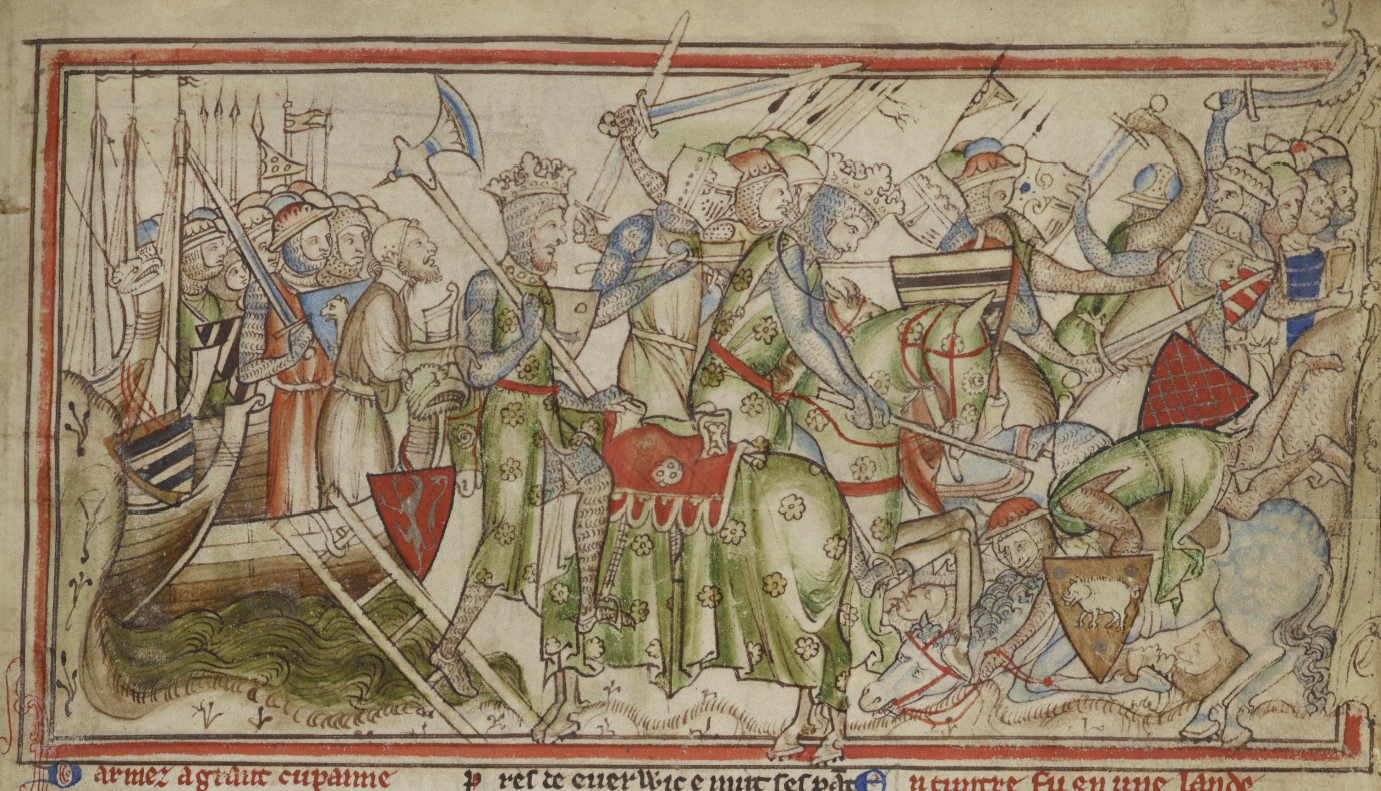
De aankomst en het verlies van koning Harald III. Prent uit de dertiende eeuw.

De Slag bij Fulford speelde zich op 20 september 1066 af in een plaats die door Simeon van Durham als het dorp Fulford werd geïdentificeerd. Fulford ligt in de buurt van de stad York. In de slag stonden koning Harald III van Noorwegen, die ook wel bekendstaat als Harald Hardrada ("harðráði" betekent in het Oud-Noords "harde heerser") en Tostig Godwinson, zijn Engelse bondgenoot, tegenover de noordelijke graven Edwin van Mercia en Morcar van Northumbria. De slag eindigde in een overwinning van de Noorse koning en zijn bondgenoot.
Tostig was Harold Godwinson' verbannen broer. Hij had zich verbonden met koning Harald van Noorwegen en mogelijk ook met hertog William van Normandië, maar de geschiedenis heeft ons geen verslag nagelaten van de rol die Tostig voor zichzelf zag nadat de invasies succesvol waren afgerond. De slag eindigde in een beslissende overwinning voor het Vikingleger. De graven van York zouden zich achter de muren van de stad York hebben kunnen terugtrekken, maar in plaats daarvan kwamen zij het Vikingleger tegemoet langs de rivier. De gehele dag probeerden de Engelsen wanhopig om de muur van de schilden van de Vikingen te doorbreken, maar dit was tevergeefs.  
Tostig stond tegenover graaf Morcar die hem had vervangen als graaf van Northumbrië.

## Voetnoten
1. ↑  Simeon van Durham, Symeonis Dunelmensis, blz. 81.
2. ↑   DeVries, The Norwegian Invasion, blz. 255-259
3. ↑  Howarth, David (1977). 1066; The Year of the Conquest. Dorset Press. ISBN 0-88029-014-5.